# El Nuevo Progreso
El Nuevo Progreso är en ort i Mexiko.   Den ligger i kommunen Puente Nacional och delstaten Veracruz, i den sydöstra delen av landet, 290 km öster om huvudstaden Mexico City. El Nuevo Progreso ligger 53 meter över havet och antalet invånare är 131.
Terrängen runt El Nuevo Progreso är platt, och sluttar österut. Runt El Nuevo Progreso är det ganska tätbefolkat, med 172 invånare per kvadratkilometer. Närmaste större samhälle är Cabezas, 2,4 km öster om El Nuevo Progreso. Trakten runt El Nuevo Progreso består till största delen av jordbruksmark.